# قناة ديزني (قناة تلفزيونية هندية)
قناة ديزني هي قناة تلفزيونية هندية مدفوعة تديرها شركة ديزني الهند، أطلقت في 17 ديسمبر 2004. قناة ديزني متاحة كقناة تلفزيونية مدفوعة على معظم مزودي خدمة التلفزيون. يقع مقر القناة في مومباي بولاية ماهاراشترا.
أصبحت القناة خامس أكثر قنوات الأطفال مشاهدة عبر جميع الأنواع مع TRP اعتبارًا من أكتوبر 2020.

## بث
تبث القناة في الهند وعدة دول مجاورة. كانت تبث سابقًا في بنغلاديش وبوتان، ولكن أزيلت للأسباب التالية:
حظرت حكومة بنغلادش البث الهندي لقناة ديزني وديزني إكس دي في فبراير 2013، كما منعت القنوات الثلاث من البث في بنغلاديش دون إذن من الحكومة.
في بوتان أزيلت القناة نظرًا لبث معظم برامجها باللغة الهندية بدلاً من الإنجليزية.

## القنوات ذات الصلة

### ديزني جونيور
توسعت بلاي هاوس ديزني إلى الهند في عام 2006، في 4 يوليو 2011، استبدالت بـديزني جونيور، الذي أصبح متاحًا كقناة على مدار 24 ساعة.

### ديزني انترناشونال إتش دي
في 5 أكتوبر 2017، أعلنت شركة والت ديزني الهند رسميًا أنها ستطلق ديزني انترناشونال إتش دي في 29 أكتوبر 2017. تبث القناة حصريًا محتوى حركة حية دولية من مكتبة قناة ديزني مثل أوستن وحليف ودامو مستحيل وليف ومادي وهانا مونتانا وكذلك أفلام قناة ديزني الأصلية مثل Teen Beach وDescendants.

### تلفزيون هونغاما
أطلق تلفزيون هونغاما في 26 سبتمبر 2004. كانت القناة في الأصل مملوكة لشركة UTV لاتصالات البرمجيات، ولكن شركة والت ديزني الهندية اشترتها في عام 2006. تتكون مجموعة البرامج بشكل أساسي من عروض الرسوم المتحركة اليابانية والهندية.